# Harro Ran
Harro Ran (L'Aia, 18 aprile 1937 – L'Aia, 10 marzo 1990) è stato un pallanuotista olandese.
Ha partecipato, come membro del Paesi Bassi, alle Olimpiadi di Roma 1960.